# Prix Anaïs-Ségalas
Le prix Anaïs-Ségalas, de la fondation du même nom, est un ancien prix annuel de littérature, créé en 1917 par l'Académie française et « destiné à récompenser l’ouvrage d'une femme de talent ». Il a cessé d'être attribué après 1989.
Anaïs Ségalas est une dramaturge, poétesse et romancière française, née le 24 septembre 1811 à Paris et morte le 31 août 1893 dans cette même ville. 

## Liste des lauréats

### Années 1920
- 1924 : Hélène du Taillis pour Enterrons l’adultère
- 1925 : Louise Georges Renard pour La montagne aux neiges éternelles
- 1926 : Madeleine Brunon-Guardia (1864-1945) pour Haltes au long d’hier et d’aujourd’hui
- 1927 : Eugénie Pradez pour Les feuilles tournent au gré du vent
- 1928 : Marthe-Yvonne Lenoir pour De la Dogaresse au lys rouge
- 1929 : Angèle Maraval-Berthoin (1875-1961) pour La légende de Lalla Maghnia. Chants du Hoggar

### Années 1930
- 1930 : Mlle Morel de Tencey pour Cœurs utiles
- 1931 : Mme Vérine (1883-1959) pour La femme et l’amour dans la société de demain
- 1932 : Madeleine Cazamian pour L'autre Amérique
- 1933 : 
  - Marie Pravieux pour Humblement
  - Jeanne Roche-Mazon pour Contes de la couleuvre
- 1934 : 
  - Jeanne Broussan-Gaubert pour Les héritiers provisoires
  - Marcelle Fauchier-Delavigne pour Le sourire de la danse
- 1935 : Marthe Borély pour Barbey d’Aurevilly, maître d’amour
- 1936 : Suzanne Mercey (1886-1964) pour Le chevalier Pied de fer
- 1937 : Odette du Puigaudeau pour Pieds nus à travers la Mauritanie
- 1938 : Hélène Roudaud (1892-1976) pour Grâce pour les hommes
- 1939 : Mme Jacques Christophe (1899-1981), pseudonyme de Suzanne Silvestre, épouse de Charles Silvestre (1889-1948) pour Une âme à Dieu

### Années 1940
- 1940 : Jacqueline Vincent (1880-1954) pour L'Enfant qui passe
- 1942 : Louise-Lise Huard pour Contes de fées
- 1943 : Aimée Fabrègue pour Poèmes
- 1944 : Claire Lefebvre pour Le nid de Tervane
- 1945 : non-décerné[3]
- 1946 : Henriette Martin-Le Dieu pour Marietta Martin, morte au champ d'honneur
- 1947 : Marie-Aimée Méraville pour Miroir
- 1948 : Mme Gilbert Mauge alias Edmée de La Rochefoucauld pour La vie commode des peuples
- 1949 : Suzanne Chantal pour La sirène blessée

### Années 1950
- 1950 : Marie-Thérèse Gadala pour Cœurs et âmes
- 1951 : Anne Bénielli Vallecale pour Anna Marchi
- 1952 : 
  - Marie de L'Aigle pour Rencontres dans Rome
  - Caro Kyno pour Fideline, étrange petite fille
- 1953 : Laure de Mandach pour Portrait de femmes
- 1956 : Yvonne de Bremond d'Ars pour C’est arrivé en plein Paris
- 1957 : Jeanne Foucher-Ayrault pour Le chemin pierreux
- 1958 : Monique Rivet (1931-....) pour Caprice et variations

### Années 1960
- 1961 : Christiane Fournier (1899-1980) pour Le Christ et la Banlieue
- 1962 : Mlle Amavis pour Le Mirador
- 1963 : Nicole Casanova pour La ville qui penche
- 1964 : Micheline Vernhes pour Peggy
- 1965 : Christine Lalou pour Traduction du Théâtre de Shakespeare
- 1967 : Jeanne Bourin pour Très sage Héloïse
- 1968 : 
  - Marie Léonor pour Lisa
  - Mme Claude Ventoux pour La Fille aux Chèvres

### Années 1970
- 1970 : Mme Camille Belguise pour l'ensemble de son œuvre
- 1971 : Yvonne de Bremond d'Ars pour De surprise en surprise
- 1975 : Michèle Saint-Lô (1912-1977) pour Le Désamour
- 1976 : Rose Fortassier pour Les mondains de la Comédie humaine
- 1977 : Alix d'Unienville pour Trésor de Dieu
- 1979 : 
  - Edmée de La Rochefoucauld pour L’Acquiescement
  - Anne Loesch (1941-....) pour Les couleurs d’Odessa

### Années 1980
- 1980 : Catherine Rihoit pour Les abîmes du cœur
- 1981 : Martine de Courcel pour Tolstoï : l’impossible coïncidence
- 1982 : Claire Gallois pour Le cœur en quatre
- 1983 : 
  - Myriam Anissimov pour La Marida
  - Marie-Claire Blais pour Visions d’Anna
  - Christiane Lesparre pour Six contes à rebours pour un tatou empaillé
- 1984 : Catherine Lépront pour Le tour du domaine
- 1985 : Marie Chaix pour Juliette, chemin des cerisiers
- 1986 : Suzy Morel pour Le chemin du loup
- 1987 : Simone Olivier Wormser pour Deux années à Moscou
- 1988 : 
  - Maryse Condé pour La vie scélérate
  - Kenizé Mourad pour De la part de la Princesse morte
- 1989 : 
  - Géva Caban (1933-2004) pour Retour à Alger
  - Bernadette Szapiro pour Rue Mansarde